# Яденица (защитена зона)
„Яденица“ е защитена зона от екологичната мрежа на Европейския съюз Натура 2000 по Директивата за опазване на природните местообитания и на дивата флора и фауна. Обявена е с решение на Министерски съвет през 2007 г. Управлението на защитената зона се осъществява от Регионална инспекция по околната среда и водите – Пазарджик.

## География
Защитената зона обхваща площ от 17 016,21 хектара в Западните Родопи. На запад се простира до Юндола и долината на река Яденица, която е орографска граница между Рила и Западни Родопи, на юг достига до Чепинската котловина, на изток – западните склонове на рида Къркария, а на север до билото и части от южните склонове на рида Алабак. През защитената зона протича Чепинска река и част от левите и десните ѝ притоци. На територията ѝ са разположени защитените местности „Арап чал“, „Бялата скала“, „Езерото“, „Калпазанов гроб“, „Коритата“, „Марина“ и „Милеви скали“.
Зоната се намира в част от землищата на общините Септември, Белово, Велинград и Ракитово. През територията ѝ преминават републикански път II-84 и теснопътната железопътна линия Септември – Добринище.

## Местообитания
В защитена зона „Яденица“ предмет на опазване са природни местообитания на планински сенокосни ливади, силикатни сипеи от планинския до снежния пояс, хазмофитна растителност по силикатни скални склонове, букови гори, дъбово-габърови гори, ацидофилни гори, субсредиземноморски борови гори с ендемични подвидове черен бор, оро-мизийски ацидофилни тревни съобщества, Мизийски гори от обикновена ела, Рило-Родопски и Старопланински бялборови гори, Балкано-панонски церово-горунови гори, Мизийски букови гори, Мизийски гори от сребролистна липа.

## Флора
Част от значимите растителни видове, които се срещат в защитената зона са българска (Цар-Борисова) ела (Abies borisii-regis), чернотичинков лук (Allium melanantherum), панчичиева пищялка (Angelica pancicii), ирисова апатура (Apatura iris), мечо грозде (Arctostaphylos uva-ursi), рехавоцветна камбанка (Campanula sparsa), заостренолистна метличина (Centaurea cuneifolia), балкански зановец (Chamaecytisus absinthioides), балканска паламида (Cirsium appendiculatum), балканска жълтушка (Colias caucasica), планински минзухар (Crocus veluchensis), зеленоцветен напръстник (Digitalis viridiflora), румелийска жълтуга (Genista rumelica), родопско омайниче (Geum rhodopaeum), румелийска звъника (Hypericum rumeliacum), райхенбахова перуника (Iris reichenbachii), родопска телчарка (Polygala rhodopaea), българско прозорче (Potentilla regis-borisii), триниелистна самогризка (Scabiosa triniifolia), костова тлъстига (Sedum kostovii), стефчова тлъстига (Sedum stefco), фривалдскиево плюскавиче (Silene frivaldskyana), родопско крайснежно звънче (Soldanella rhodopaea), родопско великденче (Veronica rhodopaea), родопска теменуга (Viola rhodopeia).

## Фауна

### Безгръбначни
От безгръбначните животински видове с голямо значение са ручеен рак (Austropotamobius torrentium), бисерна мида (Unio crassus), обикновен паракалоптенус (Paracaloptenus caloptenoides), еуфидриас (Euphydryas aurinia), обикновен сечко (Cerambyx cerdo), бръмбар рогач (Lucanus cervus), буков сечко (Morimus funereus), осмодерма (Osmoderma eremita), алпийска розалия (Rosalia alpina).

### Риби
С най-голямо значение за опазване е маришката мряна (Barbus plebeus).

### Земноводни и влечуги
Важни за опазване са жълтокоремна бумка (Bombina variegata), обикновена блатна костенурка (Emys orbicularis), шипобедрена костенурка (Testudo graeca), шипоопашата костенурка (Testudo hermanni), голям гребенест тритон (Triturus karelinii).

### Бозайници
От бозайниците с важен природозначим статут са кафява мечка (Ursus arctos), европейски вълк (Canis lupus), видра (Lutra lutra).
На територията на защитената зона се срещат 12 вида прилепи – широкоух прилеп (Barbastella barbastellus), дългокрил прилеп (Miniopterus schreibersi), дългоух нощник (Myotis bechsteini), остроух нощник (Myotis blythii), дългопръст нощник (Myotis capaccinii), трицветен нощник (Myotis emarginatus), голям нощник (Myotis myotis), средиземноморски подковонос (Rhinolophus blasii), южен подковонос (Rhinolophus euryale), голям подковонос (Rhinolophus ferrumequinum), малък подковонос (Rhinolophus hipposideros), подковонос на Мехели (Rhinolophus mehelyi).

## Галерия
- Снимки от защитена зона „Яденица“
- Южните склонове на рида Алабак и връх Милеви скали
- Изглед към връх Милеви скали
- Долината на река Яденица
- Долината на Чепинска река при гара Долене
- Долината на Чепинска река и източните склонове на рида Алабак